# Stillads
Et stillads er en midlertidig arbejdsplatform eller ophængskonstruktion. Moderne stilladser er baseret på modulsystemer som kan bygges i flere etager og sektioner ved siden af hinanden. Ofte bliver stilladser forankret til objektet som stilladset er opstillet ved for styrket stabilitet.
Stilladser bruges både ved opførsel af nye bygninger og ved renovering som eksempelvis facade, vindueer eller tag.
I dag består stilladser typisk af rammer i aluminiumsrør eller stålrør i standardiserede længder og med gribeordninger og låseanordninger i hver ende for sammenføjning, stabilisering og udvidelse. Gulvene er gerne standardiserede moduler i aluminiumsprofiler og/eller vandfaste træplader med anordninger til at sikre forankring til stilladsets ramme.
Alt efter nationen er der forskellige krav til stilladser. I Danmark skal de fastgøres, og der skal være knæ og fodlister, der både sikrer arbejderne fra at falde ud, og forbipasserende mod værktøj der bliver sparket ned. I andre lande er kravene løsere og i Asien bruges stilladser af bambus i stor udstrækning.

## Galleri
- Stillads på Højbro Plads i København.
- Stillads i aluminium.
- Bambusstillads i Thailand.
- Samling på stillads i metal.
- Samling på stillads i bambus.